# Abborrtjärnen (Bjurholms socken, Västerbotten)
Abborrtjärnen är en sjö  i den del av Bjurholms kommun som ligger i Västerbotten. Den ingår i Hörnåns huvudavrinningsområde.